# Андреа Ђани
Андреа Ђани (итал. Andrea Giani,  Напуљ, 22. април 1970)  је италијански одбојкаш и одбојкашки тренер. Постигао бројне успехе, укључујући и победе на три светска првенства са репрезентацијом Италије. Сматра се једним од најбољих одбојкаша свих времена. Био је свестрани играч који је могао да игра и као коректор, а играо је и примача.

## Каријера
Ђанијев отац Дарио био је веслач и учествовао је на Летњим олимпијским играма 1964. године за Италију. Након што је тренирао са оцем, сада тренером веслања, Андреа се на кратко време окушао као фудбалер, а 1985. године, четрнаестогодишњи Ђани је започео каријеру као одбојкаш у локалном тиму Сабаудија, у јужној Латини где је живео. Убрзо су се вести о његовим квалитетима прошириле и привукле пажњу два главна одбојкашког клуба Италије у том периоду: ОК Модена и ОК Парма.
Ђани је изабрао да игра за  јуниорску екипу Парме са Ђан Паолом Монталијем као тренером. Ђанијево прво финале за титулу (скудето) у главном тиму Парме било је 1987. године. Парма је поражена те године, као и наредних сезона. Ђани је 1990. освојио свој први скудето, а уследила су  још четири.
У међувремену, 1988. године, Ђани је одиграо против Финске прву утакмицу за репрезентацију  Италије. Каријеру у Азурима окончао је 2005. године, након укупно 474 утакмице (рекорд), постајући један од најпознатијих играча у Италији и свету због својих одличних техничких и скакачких могућности. Са Италијом је освојио три титуле на светским првенством заредом (1990, 1994 и 1998) и четири европска (1993, 1995, 1999, 2003) и многе друге. На Олимпијским играма освојио је три медаље, али његов тим никада није освојио златну медаљу, иако је Италија генерално сматрана главним фаворитом. Освојио је сребрне медаље на Олимпијским играма 1996. и Олимпијским играма 2004. године, а бронзану медаљу Олимпијским играма 2000. године. Ђани је постао познат по својој поливалентности, почевши од средњег блокера, претворио се у коректора и примача. Ђани је пре ОК Модене, играо у ОК Парми 1985-1996 и победник је три италијанске Серие А и Светског клупског првенства.
Након што је напустио репрезентацију, Ђани је играо за ОК Модена до 2008. године са којом је освојио две ЦЕВ Лиге шампиона. Вођство тима преузео је од сезоне 2007–2008. Победник  је ЦЕВ Челенџ купа сезони 2008. У сезони 2009-2010 освојио шампионску Серију А2 са ОК М. Рома Волији .
Ђани је постао тренер одбојкашке репрезентације Словеније у мају 2015. године. Неколико месеци касније повео је Словенију до победе у Европској лиги, што им је обезбедило пласман за  Светску лигу 2016. године. Словенија је у октобру освојила своју прву медаљу на великом одбојкашком турниру, након што је стигла до финала Европског првенства у одбојци за мушкарце 2015. године, где их је поразила Француска.
Ђани је  2017. године заменио Витала Хејнена на месту главног тренера одбојкашке репрезентације Немачке.

## Успеси

### Тренер
- 2008  ЦЕВ Челенџ куп, са ОК Модена
- 2010  Италијанско првенство Серие А2, са ОК М. Рома Волеј
- 2010  Италијански куп Серие А2, са ОК М. Рома Волеј
- 2015 Европско првенство, са Словенијом
- 2016 ЦЕВ Челенџ куп, са ОК Верона

### Појединачни
- 1994. Најбољи блокер у Светској лиги
- 1995. Најкориснији играч  Светског купа
- 1998. Најбољи блокер у ФИВБ светској лиги
- 1999. Најкориснији играч на Европском првенству у одбојци
- 2010 Коста-Андерлини награда за најбољег тренера године Италије - Серие А2

### Државне награде
- 2000  Витешки орден заслуге италијанске републике
- 2004  Орден части италијанске републике